# Ändrad beräkning av skatteavdrag
Ändrad beräkning av skatteavdrag (kallad "jämkning") innebär i Sverige att arbetsgivaren gör ett lägre eller högre skatteavdrag från den anställdes lön än vad som framgår av den relevanta skattetabellen innan lönen betalas ut.